# Kamen Rider Decade
Kamen Rider Decade (仮面ライダーディケイド Kamen Raidā Dikeido, Masked Rider Decade) là tựa của chương trình truyền hình Tokusatsu Kamen Rider Series, bắt đầu chiếu sau khi Kamen Rider Kiva kết thúc. Bộ phim chiếu song song với phần phim Super Sentai - Samurai Sentai Shinkenger từ tháng 1 đến tháng 9 năm 2009 trong khung giờ Super Hero Time. Đây là series kỉ niệm 10 năm Kamen Rider. Khẩu hiệu là "Hủy diệt tất cả, kết nối tất cả." (全てを破壊し、全てを繋げ Subete o hakaishi, subete o tsunage).
Tại Việt Nam, bộ phim được chiếu trên kênh VTC9 - Let's Viet với tên gọi Cuộc chiến quái vật (Phần IV).

## Cốt truyện
Vũ trụ sản sinh ra 9 trái đất - 9 thế giới song song, mỗi một thế giới có một Kamen Rider riêng. Nay các thế giới đã bắt đầu nhập lại làm một, điều này có thể dẫn đến sự hủy diệt toàn bộ các thế giới. Để ngăn chặn điều này, Kadoya Tsukasa - một thanh niên mất trí nhớ làm nghề chụp ảnh nghiệp dư, sống nhờ ở tiệm chụp ảnh Hikari đã sử dụng thắt lưng và các thẻ bài để biến thân thành Kamen Rider Decade nhằm ngăn chặn sự hủy diệt và cứu lấy thế giới anh đang sống. Cùng đồng hành với anh có Hikari Natsumi, cháu gái chủ tiệm chụp ảnh Natsumi, Onodera Yuusuke - Kamen Rider Kuuga A.R. Họ phải đi qua 9 thế giới Rider được goi là A.R Worlds (Another Rider's World hay Alternative Reality World - một thực tại khác) và tiêu diệt tất cả các Rider của thế giới đó. Sau này khi đến thế giới Faiz, một thanh niên bí ẩn tên Kaito Daiki đã biến thành Kamen Rider Diend và cùng gia nhập vào hành trình với mục đích săn kho báu quý giá nhất của mỗi thế giới. Rốt cuộc Kadoya Tsukasa là ai? Tại sao anh ta lại mất trí nhớ? Khi chuyến hành trình kết thúc, kết cuộc của thế giới là gì?

## Nhân vật
| Kamen Rider Decade    | Kadoya Tsukasa  |
| Kamen Rider Diend     | Kaitou Daiki    |
| Kamen Rider Kivala    | Natsumi Hikari  |
| Kamen Rider Kuuga A.R | Onodera Yuusuke |

## Các tập
1. Rider đại chiến (ライダー大戦 Raidā Taisen?)
2. Thế giới của Kuuga (クウガの世界 Kūga no Sekai?)
3. Siêu tuyệt (超絶 Chōzetsu?)
4. Chương nhạc thứ 2 - Kiva vương tử (第二楽章♬キバの王子 Dai Ni Gakushō ♬ Kiba no Ōji?)
5. Tư cách của vua hút máu (かみつき王の資格 Kamitsuki Ō no Shikaku?)
6. Trận chiến phán xét: Thế giới Ryuki. (バトル裁判・龍騎ワールド Batoru Saiban: Ryūki Wārudo?)
7. Siêu thủ đoạn của hung thủ thật sự (超トリックの真犯人 Chō Torikku no Shinhannin?)
8. Chào mừng đến nhà hàng Blade (ブレイド食堂いらっしゃいませ Bureido Shokudō Irasshaimase?)
9. Blade Blade (ブレイドブレード Bureido Burēdo?)
10. Siêu trộm ở học viện Faiz (ファイズ学園の怪盗 Faizu Gakuen no Kaitō?)
11. 555 khuôn mặt, 1 sự thật (555つの顔、１つの宝 Faizutsu no Kao, Hitotsu no Takara?)
12. Sự tái hợp của Agito (再会　プロジェクト・アギト Saikai: Purojekuto Agito?)
13. Thức dậy đi hỡi linh hồn bão táp (覚醒　魂のトルネード Kakusei: Tamashii no Torunēdo?)
14. Chou Den-O bắt đầu (超・電王ビギニング Chō Den'ō Biginingu?)
15. Chou Momotaros, Sanjou (超モモタロス、参上! Chō Momotarosu, Sanjō!?)
16. Cẩn thận, Kabuto không còn kiểm soát (警告：カブト暴走中 Keikoku: Kabuto Bōsōchū?)
17. Đi theo con đường của bà (おばあちゃん味の道 Obaachan Aji no Michi?)
18. Sự vắng mặt của Hibiki (サボる響鬼 Saboru Hibiki?)
19. Cuộc du hành kết thúc (終わる旅 Owaru Tabi?)
20. Rider Bóng Tối ở thế giới Nega (ネガ世界の闇ライダー Nega Sekai no Yami Raidā?)
21. Hoàn thành album Rider (歩く完全ライダー図鑑 Aruku Kanzen Raidā Zukan?)
22. Truy nã DiEnd (ディエンド指名手配 Diendo Shimeitehai?)
23. Kết cuộc của DiEnd (エンド・オブ・ディエンド Endo Obu Diendo?)
24. Samurai Sentai xuất hiện (見参侍戦隊 Kenzan Samurai Sentai?)
25. Gendou Rider xuất hiện (外道ライダー、参る！ Gedō Raidā, Mairu!?)
26. RX! Bóng Tối Dai Shocker (RX！大ショッカー来襲 Āru Ekkusu! Daishokkā Raishū?)
27. BLACK × BLACK RX
28. Amazon! Đồng đội (アマゾン、トモダチ Amazon, Tomodachi?)
29. Sức mạnh ẩn chứa bên trong (強くてハダカで強い奴 Tsuyokute Hadaka de Tsuyoi Yatsu?)
30. Rider đại chiến - Sự kiện mở đầu (ライダー大戦・序章 Raidā Taisen: Joshō?)
31. Kẻ hủy diệt thế giới (世界の破壊者 Sekai no Hakaisha?)

## Phim chiếu rạp

### The Onigashima Warship
Cho Kamen Rider Den-O & Decade Neo Generations the Movie: The Onigashima Warship (劇場版 超・仮面ライダー電王&ディケイド NEOジェネレーションズ 鬼ヶ島の戦艦 Gekijōban Chō Kamen Raidā Den'ō Ando Dikeido Neo Jenerēshonzu Onigashima no Senkan) được ra mắt ngày 1 tháng 5 năm 2009. Phim lấy bối cảnh giữa tập 15 và 16 của series Kamen Rider Decade. Cốt truyện tập trung chủ yếu vào các nhân vật trong Kamen Rider Den-O.

### All Riders vs. Dai-Shocker
Kamen Rider Decade the Movie: All Riders vs. Dai-Shocker (劇場版 仮面ライダーディケイド オールライダー対大ショッカー Gekijōban Kamen Raidā Dikeido Ōru Raidā Tai Daishokkā) được công chiếu ở Nhật ngày 8 tháng 8 năm 2009, là bộ phim về Kamen Rider có doanh thu cao nhất cho đến thời điểm hiện tại. Phim kể về hành trình của Tsukasa và nhóm bạn đến thế giới của chính mình. Tại đây, Tsukasa gặp lại em gái của mình, Sayo và bị Dai-Shocker lợi dụng để thực hiện kế hoạch xâm chiếm các thế giới. Cuối cùng, Tsukasa cùng nhóm bạn phải tập hợp tất cả Riders để ngăn chặn kế hoạch xấu xa ấy. Phim cũng có sự xuất hiện của Kamen Rider thứ 11, Kamen Rider W.

### Movie War 2010
Kamen Rider × Kamen Rider W & Decade: Movie War 2010 (仮面ライダー×仮面ライダー Ｗ（ダブル）&ディケイド MOVIE大戦2010 Kamen Raidā × Kamen Raidā Daburu Ando Dikeido Mūbī Taisen Nisenjū) được công chiếu ngày 12 tháng 12 năm 2009. Phim gồm 2 phần:

#### W: Begins Night
Trong kỳ nghỉ giáng sinh, văn phòng thám tử Narumi nhận một vụ án từ một ngôi sao nhạc pop, rằng cô ấy nhìn thấy người chị đã chết của mình. Trong quá trình điều tra, thám tử Shoutarou (Kamen Rider W) đụng độ với Death Dopant và ông chủ đã mất của mình, Narumi Sokichi (Kamen Rider Skull). W sau đó bị Skull đánh bại và bị cảnh cáo anh không được điều tra thêm nữa. Ngày hôm sau, Shoutarou đến nơi mà ông chủ Sokichi mình qua đời. Anh nhớ về Begins Night, đêm mà anh và công sự Philip biến hình thành W lần đầu tiên. Sau đó, Philip xuất hiện và giúp Shoutarou tìm ra đầu mối của vụ án. Nhận ra Dopant không phải là Death mà là Dummy, Shoutarou và Philip biến thành W và tấn công. Trong trận chiến, các Dopant Taboo, Nazca, Claydoll xuất hiện giúp Dummy nhưng hắn lại chạy trốn. W nhanh chóng dùng chiếc Hardboilder để đuổi theo.

#### Movie War 2010
Trong khi truy đuổi Dummy, W gặp được Decade và cùng nhau chiến đấu. Decade chuyển tất cả Rider sang Final Form để tấn công pháo đài Crisis. W dùng Maximum Drive trên robot Mammoth để phá hủy pháo đài và đã thành công. Sinh vật Neo Organism thoát ra khỏi vụ nổ và kết hợp với Dummy Dopant. Decade phải dùng Final Form của W mới tiêu diệt được nó. Trận chiến kết thúc, Decade tạm biệt W và cho anh gặp Narumi Sokichi ở thế giới khác. Ở cuối phim, Terui Ryu xuất hiện ở Fuuto và nói rằng W không còn là Rider duy nhất trong thành phố nữa.

## Diễn viên
- Kadoya Tsukasa (門矢 士): Inoue Masahiro (井上 正大)
- Hikari Natsumi (光 夏海): Mori Kanna (森 カンナ)
- Onodera Yūsuke (小野寺 ユウスケ): Murai Ryōta (村井 良大)
- Kaitō Daiki (海東 大樹): Totani Kimito (戸谷 公人)
- Narutaki (鳴滝): Okuda Tatsuhito (奥田 達士)
- Gai (ガイ): Kawahara Kazuhisa (川原 和久)
- Hikari Eijirō (光 栄次郎): Ishibashi Renji (石橋 蓮司)
- Kivala (キバーラ, giọng nói): Sawashiro Miyuki (沢城 みゆき)
- Giọng DecaDriver, DienDriver và K-Touch: Ōkita Māku (マーク・大喜多)
- Dẫn truyện: Suzuki Eiichirō (鈴木 英一郎)